# Museu Etnográfico da Praia
Das Museu Etnográfico da Praia (dt.: „Etnographisches Museum von Praia“) ist ein ethnographisches Museum in Praia, der Hauptstadt der Kap Verdischen Inseln auf der Insel Santiago. Es befindet sich an der Adresse 45 Rua 5 de Julho, im historischen Teil der Stadt, dem Plateau. Das Museum ist in einem Gebäude aus dem 19. Jahrhundert untergebracht. Es wurde im November 1997 eröffnet. Das Museum zeigt eine Auswahl von Objekten, welche die traditionellen Bräuche und Gewerbe der Kap Verden illustrieren.